# 江端貴子
江端 貴子（えばた たかこ、1959年〈昭和34年〉12月22日 - ）は、日本の実業家、元政治家。
アムジェン取締役、東京大学広報室特任准教授、アステラス製薬社外取締役、衆議院議員（1期）、民主党税調事務局次長、シンバイオ製薬社外取締役などを歴任。

## 来歴
1959年（昭和34年）東京都出身。
1978年（昭和53年）3月、東京都立青山高等学校を卒業。
1982年（昭和57年）、横浜国立大学教育学部化学科を卒業して、富士通株式会社入社。同社で女性としてはじめての金融機関向けSEに配属される。
1992年（平成4年）、フルブライト留学生としてマサチューセッツ工科大学にてMBAを修得。その後、マッキンゼー・アンド・カンパニーのコンサルタント、米国のバイオ製薬会社アムジェン取締役CFOを経て、2005年（平成17年）6月には、東京大学学術企画調整室特任助教授に就任。
2006年（平成18年）6月よりアステラス製薬の社外取締役を兼務（2010年6月退任）。
2007年（平成19年）4月より、東京大学広報室特任准教授となる。同年10月に東大を辞職。12月18日に民主党の公認をうけ、東京10区総支部支部長に就任。
2009年（平成21年）8月30日の第45回衆議院議員総選挙では民主党公認で東京10区から立候補し、初当選。選挙では、麻生内閣が世界金融危機に対応するため追加景気対策を連発したことや、失業者対策として「緊急人材育成・就職支援基金」などの基金を設立したことについて「何に使うのかわからない基金」と批判。麻生内閣が日本のコンテンツ産業振興の拠点として位置づけた国立メディア芸術総合センターについても「無駄なハコモノの象徴である『アニメの殿堂』」と評した。また、公約実現のための財源がないことについては「財源がないというが財源が皆さんの暮らしを決めるのか」「お金がないといって消費税を上げる、そんなやり方には断固として立ち向かう。」と力説し、政権交代を訴え、自由民主党前職の小池百合子を破り初当選（小池は比例復活で当選）。
2010年9月29日、中国建国記念レセプションに出席した。
2012年（平成24年）の民主党東京都連会長選挙に出馬するも、中山義活に敗れた。
同年12月16日の第46回衆議院議員総選挙では東京10区から出馬したが前回破った小池に敗れ、比例復活ならず落選。
2013年、シンバイオ製薬社外取締役就任（2016年3月退任）。
2014年（平成26年）12月14日の第47回衆議院議員総選挙でも東京10区で小池に挑んだが、再び落選した。
2015年に講演業や経営コンサルタントを行う株式会社えばたたかこ事務所を設立。2016年から2021年までジョンソン・エンド・ジョンソン日本法人グループコーポレートガバメントアフェアーズ統括責任者。2022年から2023年6月まで日本マイクロソフト政策渉外法務本部政策渉外シニアアドバイザー。その他、エムスリー社、アルファパーチェス社、リガクホールディングス社の社外取締役を務める。

## 政策・主張
- 憲法9条の改正と集団的自衛権の行使に反対[5]。
- アベノミクスを評価しない[5]。
- 原発は日本に必要ない[5]。
- 村山談話・河野談話を見直すべきでない[5]。
- 特定秘密保護法は日本に必要ない[5]。
- 永住外国人への地方選挙権付与に賛成[6]。
- 選択的夫婦別姓制度導入に賛成[7]。

## 所属していた団体・議員連盟
- 子どもたちの未来を守る女性議員ネットワーク